# Andor (TV-serie)
Andor är en amerikansk TV-serie från 2022, skapad av Tony Gilroy. Serien är en prequel till Star Wars-filmen Rogue One från 2016, och följer karaktären Cassian Andor fem år före händelserna i filmen.
Serien hade premiär den 21 september 2022 på streamingtjänsten Disney+ och kommer bestå av tolv avsnitt, med tre avsnitt som var tillgängliga på premiärdagen. Den var till en början planerad att ha premiär under 2021, men blev försenad på grund av Covid-19-pandemin. En andra säsong med tolv avsnitt, uppdelade i fyra kapitel på tre avsnitt vardera, hade premiär i Sverige den 23 april 2025. Säsongen var ursprungligen tänkt att ha premiär under 2024, men blev försenad på grund av skådespelarstrejken i Hollywood 2023.

## Handling
Serien utspelar sig fem år före händelserna i Rogue One (2016), och följer rebellspionen Cassian Andor under uppbyggnadsåren av Rebellalliansen.

## Rollista (i urval)
- Diego Luna – Cassian Andor
- Kyle Soller – Syril Karn
- Stellan Skarsgård – Luthen Rael[11]
- Adria Arjona – Bix Caleen
- Fiona Shaw – Maarva Andor
- Genevieve O'Reilly – Mon Mothma
- Denise Gough – Dedra Meero
- Faye Marsay – Vel Sartha
- Varada Sethu – Cinta Kaz
- Elizabeth Dulau – Kleya Marki
- Joplin Sibtain – Brasso
- James McArdle – Timm Karlo
- Rupert Vansittart – Chief Hyne
- Alex Ferns – Sergeant Linus Mosk
- Gary Beadle – Clem Andor
- Kathryn Hunter – Eedy Karn
- Alan Tudyk –  K2-SO (röst)[7]
- Ben Mendelsohn – Orson Krennic[7]

## Produktion
Disneys VD Bob Iger meddelade i november 2017 att Disney och Lucasfilm utvecklade flera live-action Star Wars-serier för den nya streamingtjänsten Disney+. En av dessa serier avslöjades ett år senare som en prequel till filmen Rogue One från 2016. Serien beskrevs som en spion-thrillerserie fokuserad på karaktären Cassian Andor, med Diego Luna som skulle upprepa sin roll från filmen. Produktionen förväntades börja 2019 efter att Luna avslutat inspelningen av den andra säsongen av Narcos: Mexico.

### Säsong 1
Serien började spelas in i slutet av 2020 på Pinewood Studios utanför London, under arbetsnamnet Pilgrim. Inspelningarna avslutades i september 2021.
Första säsongen hade en produktionskostnad på $250 miljoner.

### Säsong 2
Inspelningen av den andra säsongen började den 21 november 2022 och var planerad pågå till augusti 2023. Men på grund av skådespelarstrejken i Hollywood 2023 pausades inspelningarna i juli det året och återupptogs inte förrän i början av januari 2024. Andra säsongen blev färdiginspelad den 9 februari 2024.
Båda säsongerna har tillsammans en produktionskostnad på över $645 miljoner, vilket gör Andor till den dyraste Star Wars-produktionen någonsin.